# Rakitnița, Vidin
Rakitnița (în bulgară Ракитница, în română Răchința) este un sat în comuna Bregovo, regiunea Vidin, Bulgaria. Localitatea a fost locuită compact de românii din Timocul bulgăresc.

## Demografie
Componența etnică a satului Rakitnița
     Bulgari (98,75%)
     Nicio identificare (1,24%)
     Altele (0%)
La recensământul din 2011, populația satului Rakitnița era de 403 locuitori. Din punct de vedere etnic, majoritatea locuitorilor (98,75%) erau bulgari. Pentru 1,24% din locuitori nu este cunoscută apartenența etnică.